# Trafikhinder

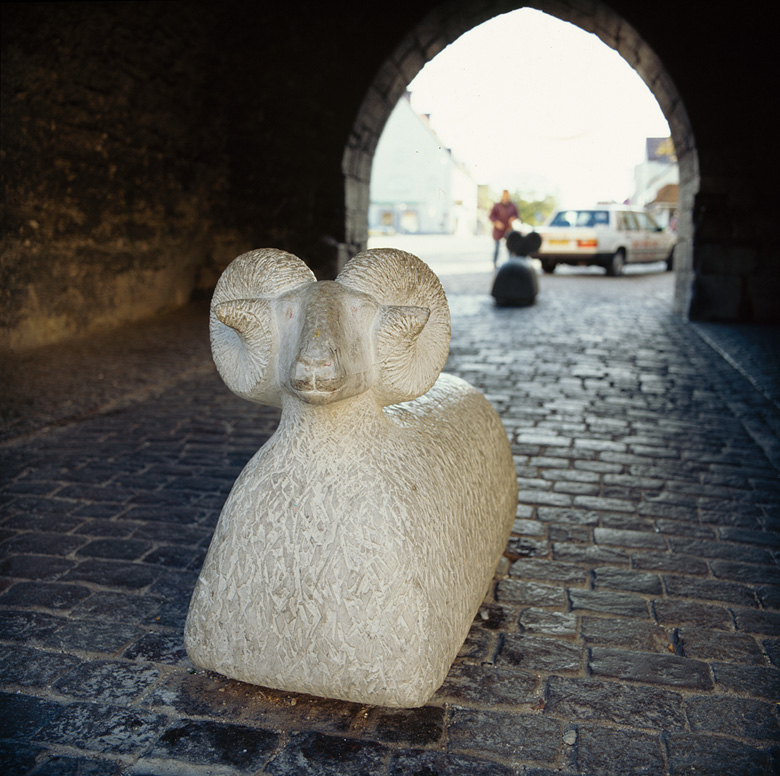
Trafikhinder utformat som en bagge i Visby.

Trafikhinder eller väghinder är ett hinder i trafiken avsedd att helt eller delvis blockera en väg, eller att tvinga trafikanterna att sänka hastigheten.
Syftet med att upprätta trafikhinder är ofta att öka trafiksäkerheten men kan även utgöra en direkt fara för trafikanter, hindra räddningstjänstens utryckningsfordon och utgör på längre sikt en fara för yrkestrafikanters hälsa.

## Exempel på trafikhinder
- Betongsugga
- Trafikpollare
- Vägbom
- Farthinder (Till exempel "fartgupp")